# فورت، رایت، کنتاکی
فورت، رایت (به انگلیسی: Fort Wright) شهری در ایالت کنتاکی کشور ایالات متحده آمریکا است که جمعیت آن در سرشماری سال ۲۰۱۰ میلادی، ۵٬۷۲۳ نفر بوده‌ است.